# Lunalilo
Lunalilo (I.) (celým jménem William Charles Lunalilo; 31. ledna 1835, Pohukaina, Oahu – 2. února 1874, Honolulu) byl v letech 1872–1874 král Havajských ostrovů. Byl jediným panovníkem Havajského království z dynastie Kalaimamahu. Byl to král, jehož vláda byla ze všech nejkratší, ale zato byl ze všech nejliberálnější.

## Lunalilo zvolen králem
Když v roce 1872 zemřel bez dědice poslední havajský král Kamehameha V. z dynastie Kamehameha a před smrtí neměl následníka, ani nástupce neurčil, rozhodovala o budoucím králi vláda podle královské konstituce. Kandidáti na krále byly pouze dva urození královi příbuzní. Prvním byl králův bratranec William C. Lunalilo a druhým byl další bratranec David Kalākaua, každý z jiného rodu.
Jelikož byl Kalakaua konzervativnější než Lunalilo, který byl spíše liberálnější a také oblíbenější, byl to právě Lunalilo, kdo byl zvolen králem. David Kalākaua tuto volbu přijal. K zvolení Williama Lunalilo mohlo přispět taky to, že měl s králi z dynastie Kamehameha více společných předků, jelikož první král Kamehameha I. byl bratrem prince Kalaimamahu, který založil vlastní dynastii, do níž patřil i William Lunalilo.

### Lunalilova vláda
Král Lunalilo, ač vládl pouze rok a 25 dní, byl nejliberálnějším ze všech havajských králů. Na rozdíl od svého předchůdce Kamehamehy V., který se snažil obnovit absolutní monarchii, se Lunalilo snažil rozšířit demokracii a práva lidu. Počítal s přepsáním ústavy z roku 1864 do demokratičtější a modernější podoby. Plánoval také obnovit bikameralismus – král Kamehameha V. sloučil obě komory do jedné. V plánu měl ale i obnovu havajského hospodářství.
Král Lunalilo I. zemřel 2. února 1874 na tuberkulózu, aniž by stejně jako Kamehameha V. zanechal dědice nebo určil nástupce. Tentokrát byl již havajským králem zvolen David Kalākaua, Lunalilův protikandidát v předchozí volbě. Jelikož ani král Kalākaua se svou ženou neměli děti, stala se po jeho smrti královnou jeho sestra Liliuokalani. Ta byla proamerickými plantážníky o 2 roky později svržena a z Havaje se stala republika a později teritorium USA.